# Episodi di Hai paura del buio? (quinta stagione)
La quinta stagione della serie televisiva Hai paura del buio? è composta da 13 episodi, andati in onda in Canada e negli Stati Uniti dal 7 ottobre 1995 al 20 aprile 1996 su YTV e Nickelodeon e in Italia su RaiUno.
| nº | Titolo originale                   | Titolo italiano | Prima TV originale | Prima TV Italia |
| -- | ---------------------------------- | --------------- | ------------------ | --------------- |
| 1  | The Tale of the Dead Man's Float   |                 | 7 ottobre 1995     |                 |
| 2  | The Tale of the Jagged Sign        |                 | 4 novembre 1995    |                 |
| 3  | The Tale of Station 109.1          |                 | 11 novembre 1995   |                 |
| 4  | The Tale of the Mystical Mirror    |                 | 18 novembre 1995   |                 |
| 5  | The Tale of the Chameleons         |                 | 18 novembre 1995   |                 |
| 6  | The Tale of Prisoners Past         |                 | 2 dicembre 1995    |                 |
| 7  | The Tale of C7'                    |                 | 9 dicembre 1995    |                 |
| 8  | The Tale of the Manaha             |                 | 30 dicembre 1995   |                 |
| 9  | The Tale of the Unexpected Visitor |                 | 13 gennaio 1996    |                 |
| 10 | The Tale of the Vacant Lot         |                 | 20 gennaio 1996    |                 |
| 11 | The Tale of a Door Unlocked        |                 | 27 gennaio 1996    |                 |
| 12 | The Tale of the Night Shift        |                 | 3 febbraio 1996    |                 |
| 13 | The Tale of Badge                  |                 | 20 aprile 1996     |                 |

## The Tale of the Dead Man's Float
- Titolo originale: The Tale of the Dead Man's Float
- Diretto da: D.J. MacHale
- Scritto da: Will Dixon

## The Tale of the Jagged Sign
- Titolo originale: The Tale of the Jagged Sign
- Diretto da: Will Dixon
- Scritto da: Susan Kim

## The Tale of Station 109.1
- Titolo originale: The Tale of Station 109.1
- Diretto da: Ron Oliver
- Scritto da: Scott Peters

## The Tale of the Mystical Mirror
- Titolo originale: The Tale of the Mystical Mirror
- Diretto da: Craig Pryce
- Scritto da: David Wiechorek

## The Tale of the Chameleons
- Titolo originale: The Tale of the Chameleons
- Diretto da: Iain Paterson
- Scritto da: Mark David Perry

## The Tale of Prisoners Past
- Titolo originale: The Tale of Prisoners Past
- Diretto da: Ron Oliver
- Scritto da: Alan Kingsberg

## The Tale of C7'
- Titolo originale: The Tale of C7'
- Diretto da: David Winning
- Scritto da: David Preston

## The Tale of the Manaha
- Titolo originale: The Tale of the Manaha
- Diretto da: Will Dixon
- Scritto da: Gerald Wexler

## The Tale of the Unexpected Visitor
- Titolo originale: The Tale of the Unexpected Visitor
- Diretto da: Jacques Laberge
- Scritto da: Alan Kingsberg

## The Tale of the Vacant Lot
- Titolo originale: The Tale of the Vacant Lot
- Diretto da: Lorette Leblanc
- Scritto da: Gerald Wexler

## The Tale of a Door Unlocked
- Titolo originale: The Tale of a Door Unlocked
- Diretto da: Ron Oliver
- Scritto da: Scott Peters

## The Tale of the Night Shift
- Titolo originale: The Tale of the Night Shift
- Diretto da: D.J. MacHale
- Scritto da: Chloe Brown

## The Tale of Badge
- Titolo originale: The Tale of Badge
- Diretto da: Iain Paterson
- Scritto da: Wendy Brotherlin